# Veszprém

Veszprém (slovensko Belomost; nemško Weißbrunn) je mesto z okoli 60.000 prebivalci in sedež Županije Belomost na Madžarskem. Območje mesta je eno najstarejših urbanih območij na Madžarskem. Mesto Veszprem je bilo že od leta 1009 sedež rimskokatoliške škofije, ki je bila leta 1993 povzdignjena v nadškofijo in metropolijo. Leži okrog 15 km severno od Blatnega jezera. Danes je administrativni sedež Veszprémske podregije.

## Etimologija imena
Ime izhaja iz slovanskega poimenovanja 'Brezprem', ki pomeni 'trmast', do leta 1002 Bresprem in leta 1086 Vezprem. Pod vplivi grščine pride v nekaterih pisnih srednjeveških virih do zamenjave črk 'b' in 'v'. Mesto je bilo poimenovano bodisi po vojskovodji bodisi po sinu Judite Madžarske, ki se je tu ustalil po tem, ko jo je izgnal njen mož Boleslav I. Poljski. 

## Lokacija in ustanovitve
Mesto je dostopno po avtocesti M7 ali cesti št. 8. Do mesta peljeta tudi cesti št. 82 iz Gjura ali cesta št. 8 iz Székesfehérvárja. Po legendi je bilo mesto ustanovljeno na sedmih hribih, na hribih Várhegy ('Grajski hrib'), Benedek-hegy ('Hrib sv. Benedikta'), Jeruzsálem-hegy ('Jeruzalemski hrib'), Temetőhegy ('Pokopališki hrib'), Gulyadomb ('Čredni hrib'), Kálvária-domb ('Kalvarija'), in Cserhát.
V bližini kraja se nahaja letališče Veszprém-Szentkirályszabadja.